# Terra e acqua
Nelle Storie di Erodoto, la locuzione "terra e acqua" (in greco antico: γῆ καί ὕδωρ?, ghê kái hýdōr, in persiano آب و زمین‎) è utilizzata per rappresentare la richiesta di sottomissione, da parte dei Persiani, nei confronti delle città o dei popoli che si arrendevano al loro re.

## Utilizzo nelleStoriedi Erodoto
Nel libro IV delle sue Storie Erodoto menziona per la prima volta la locuzione "terra e acqua" nella risposta del re di Scizia Idantirso nei confronti del re di Persia Dario I.
Nel libro V, Erodoto riporta che Dario inviò degli ambasciatori al re di Macedonia Aminta I per chiedere "terra e acqua". In quell'occasione, Alessandro I, figlio ed erede di Aminta, per vendicare le molestie che le donne di corte avevano subìto dagli stessi ambasciatori persiani, fece travestire alcuni dei suoi amici con abiti femminili e li condusse al cospetto dei diplomatici, che erano seduti a tavola. I giovani macedoni, sguainati i pugnali che avevano nascosto sotto le vesti, uccisero tutti gli ambasciatori approfittando dell'effetto-sorpresa.
Nel libro VI, lo storico di Alicarnasso racconta che gli ambasciatori persiani furono inviati da Dario per tutta la Grecia per chiedere "terra e acqua", mentre nel libro VII Erodoto riporta che i diplomatici inviati ad Atene e Sparta per chiedere "terra e acqua" furono gettati rispettivamente dagli Ateniesi nella fossa che veniva utilizzata per i condannati a morte, e dai Lacedemoni in un pozzo profondissimo perché "ottenessero da lì la terra e l'acqua da portare al loro re" (in greco antico: ἐκέλευον γῆν τε καὶ ὕδωρ ἐκ τούτων φέρειν παρὰ βασιλέα?).

## Interpretazione
La richiesta di "terra e acqua" è una metafora che indica che i popoli che si arrendevano ai Persiani rinunciavano ai loro diritti sulla loro terra e sui prodotti della terra stessa. Consegnando all'Impero achemenide "la terra e l'acqua", i popoli sottomessi affidavano al re dei Persiani ogni autorità e ogni loro bene, compresa la loro stessa vita.
Anche in greco moderno la locuzione "terra e acqua" rappresenta la resa incondizionata al conquistatore.
Secondo lo storico moderno J. M. Balcer, il significato della terra e dell'acqua deve essere cercato nel simbolismo zoroastriano e rappresenta il vassallaggio all'impero achemenide.